# Prêmio CNI de Jornalismo
O Prêmio CNI de Jornalismo é uma iniciativa da Confederação Nacional da Indústria. Iniciado em 2012, o prêmio reconhece o papel da imprensa e seu compromisso com a agenda do desenvolvimento do Brasil.   Um de seus objetivos é dar mais visibilidade midiática aos problemas que envolvem o avanço da indústria e economia no país. 
Em 2016, o prêmio distribuiu mais de R$ 300 mil em valores brutos aos vencedores. 